# Храм Двенадцати Апостолов (Тула)
Храм Святых Двенадцати Апостолов — православный храм в Туле, посвященный соборной памяти двенадцати апостолов.

## История
В 1898 году на Конной площади был поставлен первый деревянный храм в честь Святых Двенадцати Апостолов. Церковь освящена 17 декабря 1898 году епископом Тульским и Белёвским Питиримом. Она стала первой в Туле церковью-школой: классное помещение занимало трапезную часть церкви. Место её престола указывает часовня у западных входных дверей каменного храма, после постройки которого деревянную церковь разобрали и перевезли в село Товарково Богородицкого района.
8 июля 1903 был заложен новый храм, рядом с деревянной церковью Двенадцати Апостолов. Строителем храма считается местный кондитер Василий Евлампиевич Сериков, который позже был похоронен у южной стены храма. Строительство завершилось в 1908 году, а шатровую колокольню завершили в 1909 году.
Храм имеет три престола: центральный — Двенадцати Апостолов, правый — Николая Чудотворца, а левый — Великомученицы Екатерины. Хоры храма расположены у западных ворот на чугунных столбах. Храм пятиглавый, выстроен из красного кирпича. Общий стиль храма характерен для многих храмов средней полосы России, выстроенных в это время. «Наличники окон (каждое окно обрамлено двумя пилястрами с капителями и завершено шлемовидной аркой), кокошники, балясины, аркатурный пояс (сделаны из белого известняка или окрашены в белый цвет) по кирпично-красному фону храма образуют белокаменное кружево, подчёркивая строгость и монолитность архитектурных форм, массивность и вместе с тем лёгкость и изящество всего строения.»
Иконостас храма деревянный, трёхъярусный, позолоченный и украшенный резьбой. Полы храма и алтаря выложены метлахской плиткой. Стены храма расписаны.
Храм украшен копиями картин, среди них находятся : В. М. Васнецова (Распятие, Св. равноапостольный князь Владимир и Св. равноапостольная княгиня Ольга), А. Т. Маркова (Господь Саваоф), Евграфа Семёновича Сорокина (четыре евангелиста в парусах храма), Генриха Гофмана (12-летний Иисус среди учителей, спасение утопающего апостола Петра, проповедь Христа из лодки), Бернгарда Плокгорста (Христос у Марфы и Марии, Вход Христа в Иерусалим, Христос благословляет детей).
Почитаемыми реликвиями храма являются иконы: Страстного Спасителя, Тихвинской Божией Матери, Успения Богородицы, Святителя Николая, которые были перенесены из Успенского женского монастыря, упраздненного в 1930-е годы.и Марии, Вход Христа в Иерусалим, Христос благословляет детей) и другие. Иконы перенесены из тульского Успенского женского монастыря; икона Божией Матери «Троеручица» перенесена из церкви Великомученика Георгия на Ржавце; икона Божией Матери Боголюбской — из церкви Флора и Лавра.
В 1912 году при храме оборудовали приходскую школу и богадельню для престарелых.
Размеры храма: высота купола внутри храма 21,5 метров, высота потолка в главном алтаре 8 метров. Храм вмещает от 900 до 1350 человек.
В годы советской власти храм не закрывался. Его настоятель в 1921—1937 годах, протоиерей Пётр Иванович Павлушков (расстрелян 23 ноября 1937 года), 17 июля 2001 года канонизирован как священномученик. В годы Великой Отечественной войны в храме служил протоиерей Михаил Дмитриевич Понятский, награждённый в 1944 году медалью «За оборону Москвы»

## Современный вид храма

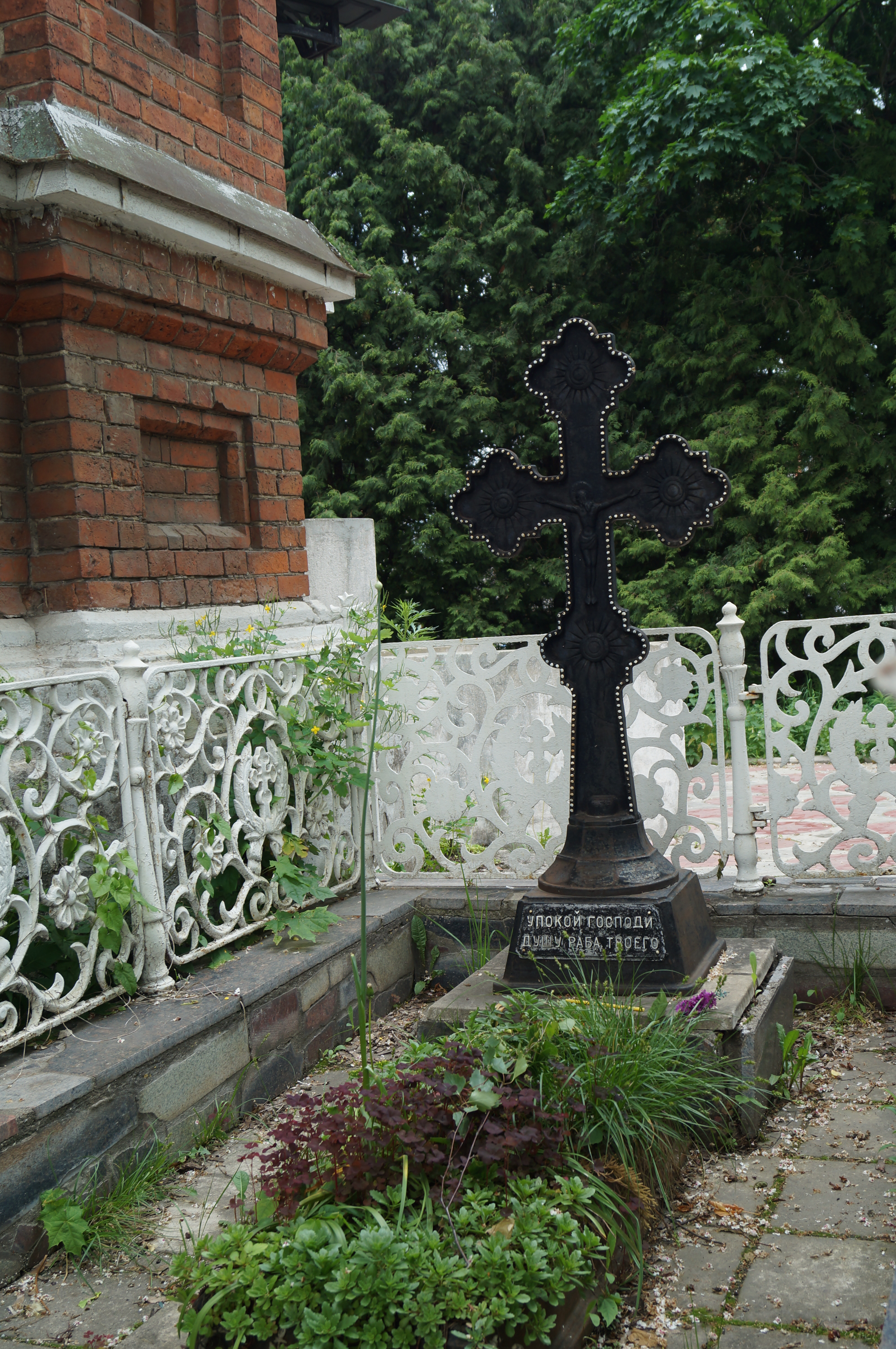
Могила храмостроителя В. Е. Серикова
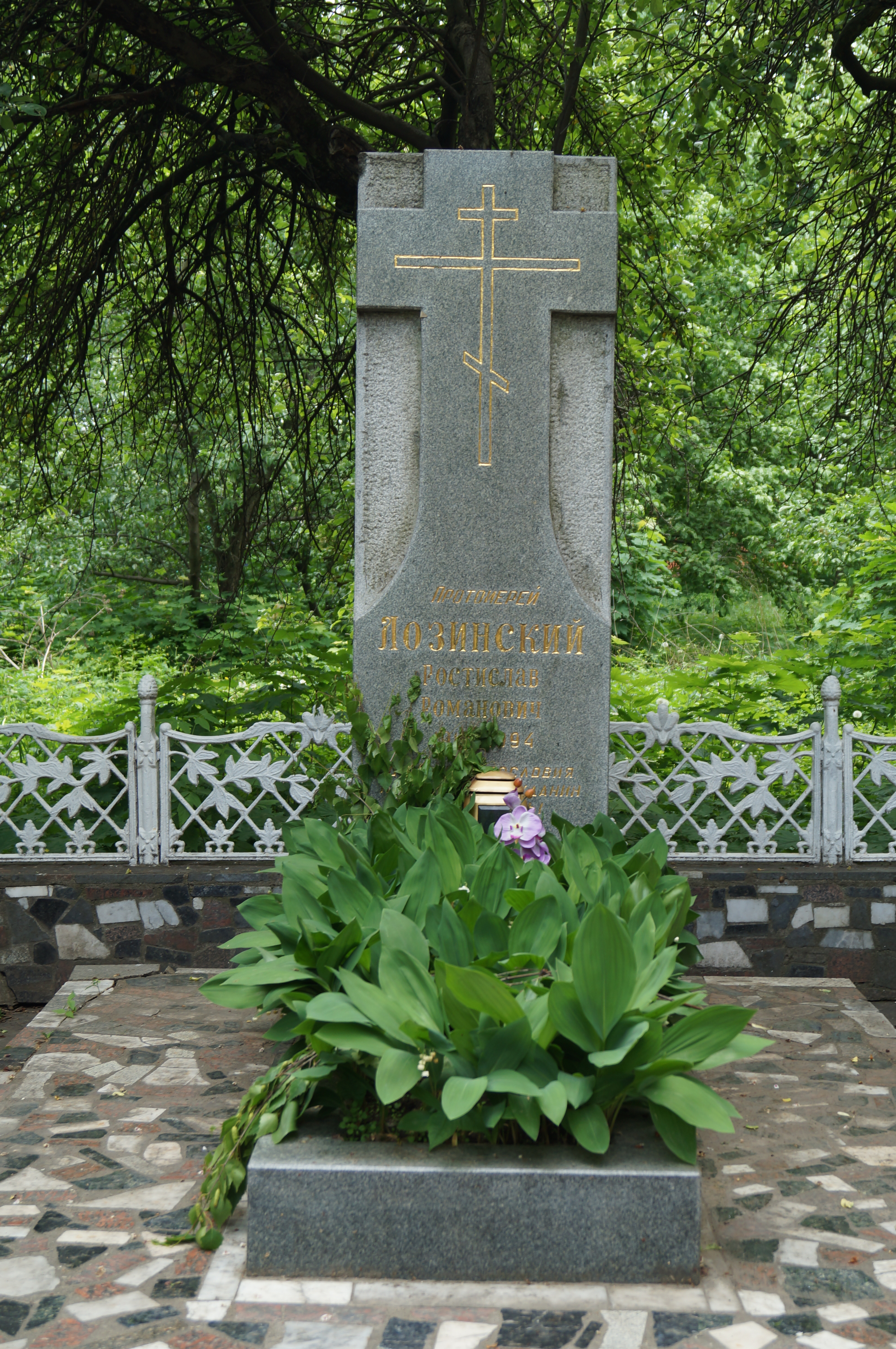
Могила настоятеля храма Р. Р. Лозинского
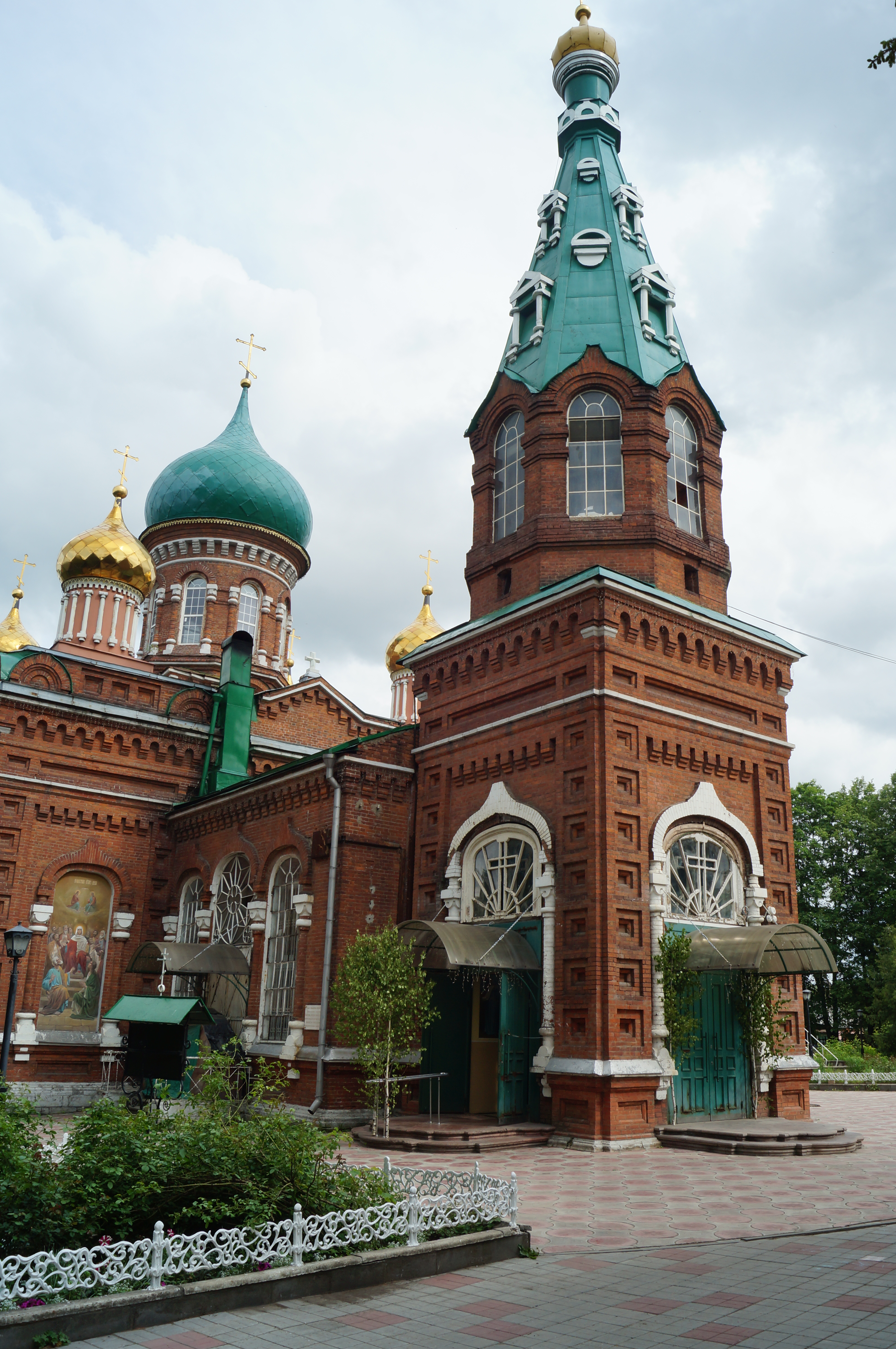
Колокольня храма
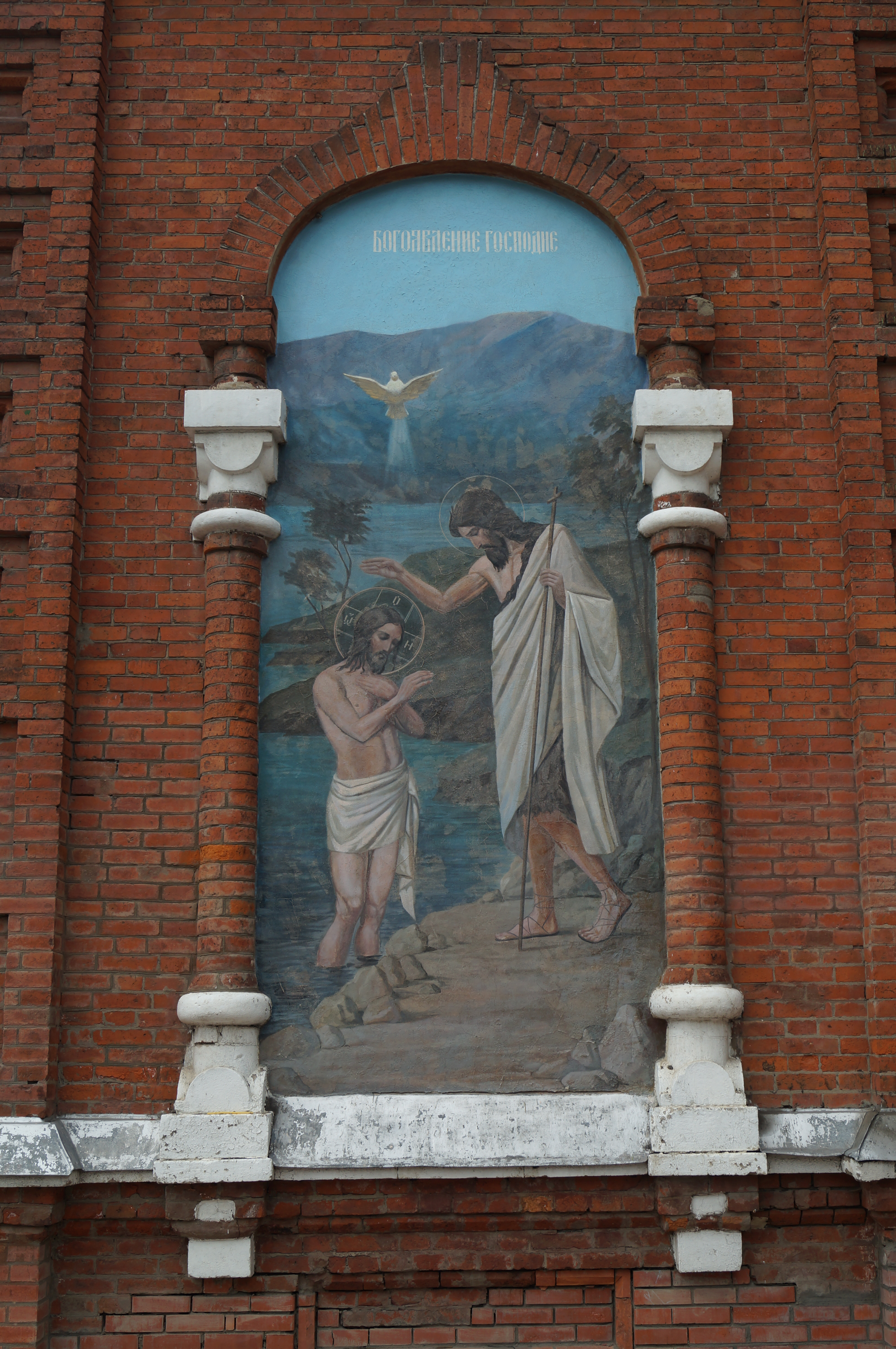
Изображение крещения Христа на фасаде храма